# Édouard Pouteil-Noble
Édouard Émile Pouteil-Noble (ur. 25 sierpnia 1902 w Villard-de-Lans, zm. 5 sierpnia 1973 tamże) – francuski biegacz narciarski.
W 1924 wystartował w biegu na 50 km na igrzyskach olimpijskich. Zajął 15. miejsce z czasem 4:58:27 s.